# 제35회 서울독립영화제
제35회 서울독립영화제는 2009년 12월 10일에 열린 시상식이다.

## 수상 및 후보

### 대상
- 땅의 여자 - 권우정 수상

### 최우수작품상
- 경계도시 2 - 홍형숙 수상

### 우수작품상
- 남매의 집 - 조성희 수상

### 코닥상
- 닿을 수 없는 곳 - 김재원 수상
- 교미기 - Part 2. 비밀스런 짐승 - 장은주 수상

### 열혈스태프상
- 당신의 바벨탑, 외박, 땅의 여자, 경계도시2 - 표용수 (사운드) 수상
- 남매의 집 - 이병덕 수상
- 남매의 집 - 이병준 수상

### 독립스타상- 배우부문
- 회오리 바람 - 서준영 수상
- 수진들에게, 거짓말 - 이채은 수상

### 독불장군상
- 경계도시 2 - 홍형숙 수상

### 관객상
- 반드시 크게 들을 것 - 백승화 수상

### 심사위원특별언급
- 쿠바의 연인 - 정호현 수상
- 테이크 플레이스 - 박용석 수상

### 영진위 영문자막 프린트지원
- 수진들에게 - 강연하 수상
- 띠띠리부 만딩씨 - 홍학순 수상
- 경북 문경으로 시작하는 짧은 주소 - 이경원 수상
- 커밍아웃 여행 - 사포 수상

### 경쟁부문 - 단편
- 88만원 - 김일현
- 거짓말 - 임오정
- 경북 문경으로 시작하는 짧은 주소 - 이경원
- 경적 - 임경동
- 교미기 Part.2-비밀스런 짐승 - 장은주
- 그 후... - 최현영
- 남매의 집 - 조성희
- 내 청춘을 돌려다오 - 김은민
- 노동자의 태양(부제:편의점 야간 파트타이머의 고통) - 늘샘
- 달세계여행 - 이종필
- 당신의 바벨탑 - 임하니
- 닿을 수 없는 곳 - 김재원
- 드라이브 - 심명훈
- 띠띠리부 만딩씨 - 홍학순
- 락 닭 - 박인범
- 마스터피스 - 최원재
- 바나나 향기 - 김해원
- 복자 - 정희재
- 사진 속 그녀 - 윤혜렴
- 속주패왕전 - 이혜영
- 수진들에게 - 강연하
- 연애담 - 김도연
- 예산족 애니메이션 프로젝트 - 전승일
- 오늘은 내가 요리사 - 김의석
- 오후 3시 - 김지곤
- 외가 - 김형남
- 우리 집에 놀러 오세요 - 안국진
- 우유와 자장면 - 최형락
- 프렌즈 - 임덕윤
- 커밍아웃 여행 - 사포
- 테이크 플레이스 - 박용석
- 파마 - 이란희
- 흩날리는 것들 - 김현성
- Act Of Life - 임호경

### 경쟁부문 - 장편
- 경계도시 2 - 홍형숙
- 계몽영화 - 박동훈
- 땅의 여자 - 권우정
- 반드시 크게 들을 것 - 백승화
- 버라이어티 생존토크쇼 - 조세영
- 양 한 마리 양 두 마리 - 황철민
- 외박 - 김미례
- 쿠바의 연인 - 정호현
- 호수길 - 정재훈
- 화성에 가다 - 고은기
- 회오리 바람 - 장건재

### 특별초청
- 당시 - 장률
- 망종 - 장률
- 경계 - 장률
- 이리 - 장률
- 중경 - 장률
- 11세 - 장률
- 사실 - 장률

### 국내초청
- 탈주 - 이송희일
- 친구 사이? - 김조광수
- 몽실언니 - 이지상
- 영도다리 - 전수일
- 인디트라이앵글 - 민용근 외2명
- 경 - 김소영
- 바람의 노래 - 임창재
- 기무: 기이한 춤 - 박동현
- 레인보우 - 신수원
- 어이그 저 귓것 - 오멸
- 물의 기원 - 김응수
- 개를 키워봐서 알아요 - 이우정
- 조율 - 조태희
- 디 엔드 - 백현진
- 반짝이던 날의 기억 - 김준
- 내 친구 고라니 - 장형윤
- 픽토그램 스토리 - 조주상
- 산책가 - 김예영
- 그믈 - 김진만
- 다섯번째 계절 - 민성아
- 더 웨이 - 전영식
- 먼지 아이 - 정유미
- 효순씨, 윤경씨 노동자로 만나다 - 김태일
- 실종 - 박성배